# Lâm Gia Thành
Lâm Gia Thành (sinh ngày 28 tháng 5 năm 1994) là một cầu thủ bóng đá người Ma Cao hiện tại đang thi đấu ở vị trí tiền vệ cho câu lạc bộ Chao Pak Kei và Đội tuyển bóng đá quốc gia Ma Cao.

## Sự nghiệp quốc tế
Anh ra mắt quốc tế cho Ma Cao vào ngày 21 tháng 7 năm 2014, khi vào sân thay cho Bành Tử Hanh trong trận hòa 0-0 trước Guam. Anh ghi bàn thắng quốc tế trong thất bại 5-1 trước Đài Bắc Trung Hoa vào ngày 9 tháng 10 năm 2015.

## Thống kê sự nghiệp

### Câu lạc bộ
Tính đến 13 tháng 3 năm 2021.
| Câu lạc bộ          | Mùa giải            | Giải đấu                            | Giải đấu | Giải đấu | Cúp  | Cúp | Châu lục | Châu lục | Khác | Khác | Tổng cộng | Tổng cộng |
| Câu lạc bộ          | Mùa giải            | Hạng                                | Trận     | Bàn      | Trận | Bàn | Trận     | Bàn      | Trận | Bàn  | Trận      | Bàn       |
| ------------------- | ------------------- | ----------------------------------- | -------- | -------- | ---- | --- | -------- | -------- | ---- | ---- | --------- | --------- |
| MFA Development     | 2013                | Campeonato da 1ª Divisão do Futebol | 15       | 0        | 0    | 0   | –        | –        | 0    | 0    | 15        | 0         |
| MFA Development     | 2014                | Campeonato da 1ª Divisão do Futebol | 16       | 1        | 0    | 0   | –        | –        | 0    | 0    | 16        | 1         |
| MFA Development     | 2015                | Campeonato da 1ª Divisão do Futebol | 16       | 0        | 0    | 0   | –        | –        | 0    | 0    | 16        | 0         |
| MFA Development     | Total               | Total                               | 47       | 1        | 0    | 0   | 0        | 0        | 0    | 0    | 47        | 1         |
| C.P.K.              | 2016                | Campeonato da 1ª Divisão do Futebol | 5        | 0        | 0    | 0   | –        | –        | 0    | 0    | 5         | 0         |
| C.P.K.              | 2017                | Liga de Elite                       | 16       | 6        | 0    | 0   | –        | –        | 0    | 0    | 16        | 6         |
| C.P.K.              | 2018                | Liga de Elite                       | 14       | 4        | 0    | 0   | –        | –        | 0    | 0    | 14        | 4         |
| C.P.K.              | 2019                | Liga de Elite                       | 15       | 1        | 0    | 0   | –        | –        | 0    | 0    | 15        | 1         |
| C.P.K.              | 2020                | Liga de Elite                       | 8        | 5        | 0    | 0   | –        | –        | 0    | 0    | 8         | 5         |
| C.P.K.              | 2021                | Liga de Elite                       | 0        | 0        | 0    | 0   | –        | –        | 0    | 0    | 0         | 0         |
| C.P.K.              | Tổng cộng           | Tổng cộng                           | 58       | 16       | 0    | 0   | 0        | 0        | 0    | 0    | 58        | 16        |
| Tổng cộng sự nghiệp | Tổng cộng sự nghiệp | Tổng cộng sự nghiệp                 | 105      | 17       | 0    | 0   | 0        | 0        | 0    | 0    | 105       | 17        |

### Quốc tế
Tính đến 13 tháng 3 năm 2021.
| Đội tuyển quốc gia | Năm       | Trận | Bàn thắng |
| ------------------ | --------- | ---- | --------- |
| Ma Cao             | 2014      | 3    | 1         |
| Ma Cao             | 2015      | 2    | 1         |
| Ma Cao             | 2016      | 7    | 2         |
| Ma Cao             | 2017      | 6    | 0         |
| Ma Cao             | 2018      | 6    | 2         |
| Ma Cao             | 2019      | 1    | 0         |
| Tổng cộng          | Tổng cộng | 25   | 6         |

## Bàn thắng quốc tế
Tỷ số và kết quả liệt kê bàn thắng đầu tiên của Ma Cao, cột điểm cho biết điểm số sau mỗi bàn thắng của Lâm Gia Thành.
| #  | Thời gian           | Địa điểm                                          | Đối thủ              | Ghi bàn | Kết quả | Giải đấu                          |
| -- | ------------------- | ------------------------------------------------- | -------------------- | ------- | ------- | --------------------------------- |
| 1. | 24 tháng 7 năm 2014 | Trung tâm đào tạo quốc gia GFA, Dededo, Guam      | Mông Cổ              | ?–?     | 3–2     | Vòng loại Cúp bóng đá Đông Á 2015 |
| 2. | 9 tháng 10 năm 2015 | Sân vận động Thành phố Đài Bắc, Đài Bắc, Đài Loan | Đài Bắc Trung Hoa    | 1–0     | 1–5     | Giao hữu                          |
| 3. | 2 tháng 7 năm 2016  | Trung tâm đào tạo quốc gia GFA, Dededo, Guam      | Quần đảo Bắc Mariana | 1–0     | 3–1     | Vòng loại Cúp bóng đá Đông Á 2017 |
| 4. | 2 tháng 7 năm 2016  | Trung tâm đào tạo quốc gia GFA, Dededo, Guam      | Quần đảo Bắc Mariana | 3–1     | 3–1     | Vòng loại Cúp bóng đá Đông Á 2017 |
| 5. | 29 tháng 8 năm 2018 | Sân vận động Campo Desportivo, Đãng Tể, Ma Cao    | Quần đảo Solomon     | 1–4     | 1–4     | Giao hữu                          |
| 6. | 4 tháng 9 năm 2018  | Trung tâm bóng đá MFF, Ulaanbaatar, Mông Cổ       | Guam                 | 1–0     | 2–0     | Vòng loại Cúp bóng đá Đông Á 2019 |